# Salomón (general)
Salomón (m. 544) fue un militar bizantino originario del norte de Mesopotamia que se distinguió como general en la guerra vándala y la reconquista del norte de África en los años 533-534. Pasó la mayor parte de la siguiente década gobernando la provincia de África, combinando el puesto militar de magister militum con el cargo civil de prefecto del pretorio. Se enfrentó con éxto a una rebelión mora a gran escala, pero se vio obligado a huir después de un motín del ejército en la primavera del año 536. Su segundo mandato en África estuvo marcado por victorias sobre los moros, que condujeron a la consolidación de la posición bizantina. Tras unos años de paz, se reanudó la revuelta mora en cuyo transcurso Salomón perdió la vida.

## Primeros años
Salomón nació en la fortaleza de Idrifton, cerca de Dara, en la provincia bizantina de Mesopotamia probablemente en la década de los años 480. Era eunuco como consecuencia de un accidente en la infancia, no como consecuencia de una castración deliberada. Poco se sabe de su carrera temprana excepto que sirvió a las órdenes del dux Mesopotamiae Felicissimus, quizá desde la creación el cargo en el año 506/507. En el año 527, cuando entró al servicio del general Belisario, estaba considerado un oficial experimentado. Es probable que entonces fuese nombrado domesticus de Belisario, cargo con el que es mencionado por Procopio de Cesarea en el año 533, justo antes del inicio de la campaña contra el reino vándalo del norte de África.

## Primer gobierno de África
Antes de que la expedición partiera de Constantinopla, Salomón fue nombrado uno de los nueve comandantes de los regimientos de foederati. Procopio no le menciona en la narración de la campaña subsiguiente, pero participó probablemente en la decisiva batalla de Ad Decimum (13 de septiembre del año 533) que abrió el camino a Cartago, la capital vándala. Tras su captura, Belisario envió a Salomón de vuelta a Constantinopla para informar al emperador Justiniano I del progreso de la expedición. Salomón permaneció en la capital hasta la primavera del año 534, cuando Justiniano lo envió de vuelta a África al destituir a Belisario y reemplazarlo como comandante militar de la nueva prefectura pretoriana de África con Salomón. La partida de Belisario coincidió con un levantamiento general de los pueblos moros del interior, producido antes de que los bizantinos tuvieran tiempo de fortalecer su dominio en la provincia. Como resultado de esto, Belisario dejó a la mayoría de sus bucellarii y Justiniano envió refuerzos adicionales. En algún momento del otoño del año 534, el emperador también invistió a Salomón con el cargo civil de prefecto pretoriano en sustitución del anciano Arquelao.
Mientras tanto, los moros habían invadido la Bizacena y habían derrotado a la guarnición bizantina, matando a sus comandantes Aigán y Rufino. Después de que las negociaciones diplomáticas durante el invierno fracasaran, y al frente de unas fuerzas de dieciocho mil hombres tras la llegada de refuerzos, en la primavera del año 535 Salomón entró en la Bizacena y atacó a los moros que, bajo la jefatura de Cutzinas, Esdilasas, Jurfutes y Mesidinisas, habían acampado en un lugar llamado Mammes, donde les infligió una derrota. El ejército bizantino se replegó a Cartago, pero llegaron noticias de que los moros habían vuelto a atacar e invadir la Bizacena, por lo que Salomón se encaminó al monte Burgaón donde los moros se habían fortificado esperando el ataque bizantino. Salomón dividió sus fuerzas y envió a mil hombres para atacar a los moros por la retaguardia, consiguiendo así una decisiva victoria: se rompió la resistencia mora y fueron dispersados con grandes bajas. Los supervivientes huyeron a Numidia donde se uniron a las fuerzas de Jaudas, el líder de las tribus del monte Aurasium. Con la Bizacena asegurada, y ayudado por sus propios aliados moros Masonas y Orteas, Salomón se encaminó a Numidia. Avanzó con cautela hacia el monte Aurasium y desafió a Jaudas para que presentara batalla. Sin embargo, desconfiado de la lealtad de sus aliados, regresó con el ejército a las llanuras. Dejó una parte para vigilar a los moros y estableció puestos fortificados a lo largo las carreteras que comunicaban la Bizacena con Numidia. Pasó el invierno de 535-536 preparando una nueva expedición contra el monte Aurasium, pero sus intenciones se vieron interrumpidas por un motín del ejército en la primavera siguiente.
La causa de la revuelta fue la insatisfacción de algunos soldados que habían tomado mujeres vándalas con Salomón. Exigían como propias las propiedades que una vez poseyeron por sus esposas, pero Salomón se negó alegando que esa tierra había sido confiscada por decreto imperial. Una primera conjura en Pascua para asesinar a Salomón fracasó y los conspiradores huyeron al campo, pero pronto estalló una rebelión en el ejército de Cartago también. Los soldados aclamaron a Teodoro, uno de los subalternos de Salomón, como líder y comenzaron el saqueo de la ciudad. Salomón encontró refugio en una iglesia y, bajo la protección de la noche —y la ayuda del propio Teodoro—, partió en barco de Cartago hacia Missua, acompañado por el historiador Procopio entre otros. Desde allí, viajaron a Sicilia, que acababa de ser conquistada por Belisario, mientras Martino, lugarteniente de Salomón, era enviado para tratar de llegar a las tropas de Numidia y Teodoro recibía instrucciones de retener Cartago.
Al enterarse Belisario del motín, zarpó a África con Salomón y cien hombres escogidos. Cartago estaba siendo sitiada por novecientos rebeldes, que incluían a muchos vándalos, bajo un tal Estotzas. Teodoro estab considerando la capitulación cuando apareció Belisario. La noticia de la llegada del famoso general fue suficiente para que los rebeldes abandonaran el asedio y se retiraran al oeste. Belisario los persiguió inmediatamente y los alcanzó y derrotó en Membresa. Sin embargo, el grueso de los rebeldes pudo huir y continuó su marcha hasta Numidia, donde las tropas locales decidieron unirse a ellos. Belisario se vio obligado a regresar a Italia debido a problemas allí y Justiniano nombró a su primo Germano magister militum para lidiar con la crisis mientras Salomón regresaba a Constantinopla.

## Segundo gobierno de África

### Primer periodo
Germano tuvo éxito en ganarse la confianza de muchos soldados, restablecer la disciplina y derrotar a los amotinados en la batalla de Scalas Veteres en el año 537. Con el control imperial sobre el ejército restaurado, Salomón fue enviado de regreso a África en el año 539 para reemplazar a Germano, combinando de nuevo en su persona los cargos de magister militum y prefecto pretoriano. Mientras tanto, también había sido elevado al rango de patricio y nombrado cónsul honorario. Salomón reforzó todavía más el control del ejército retirando a los soldados poco confiables y enviándolos a Italia y al este, expulsando a todos los vándalos restantes de la provincia e iniciando un programa de construcción y fortificación en toda la región: levantó murallas alrededor de las ciudades, revisó el sistema de alcantarillado, despejó los puertos, reconectó los acueductos y levantó nuevas iglesias en los centros urbanos. En la frontera sudoccidental, reconstruyó las fortalezas de Theveste, Thelepte y Ammaedara.
En el año 540, Salomón combatió de nuevo contra los moros del monte Aurasium. En un principio, los moros atacaron y sitiaron la guarnición bizantina avanzada (comandada por Guntarico) de Bagai, pero Salomón acudió al rescate con el ejército principal. Los moros tuvieron que abandonar el ataque y se retiraron a Babosis, en la ladera del monte Aurasium. Salomón los atacó y derrotó allí. Los moros supervivientes huyeron al sur del monte Aurasium o al oeste, a Mauritania. Su líder Jaudas buscó refugio en la fortaleza de Zerboule. Antes de sitiar esta fortaleza, Salomón permitió que sus tropas saquearan las llanuras de Thamugad, haciéndose con la cosecha. Para cuando Salomón llegó a Zerboule, Jaudas había huido a Toumar y los bizantinos emprendieron el asedio de esta fortaleza que resultó costoso debido a la esterilidad de la región y, en particular, a la falta de agua. Mientras Salomón estaba considerando la mejor manera de atacar la fortaleza, una pequeña escaramuza derivó poco a poco en una confusa batalla a gran escala a medida que más y más soldados se unían al combate. Finalmente, los bizantinos salieron victoriosos y los moros tuvieron que huir del campo de batalla. Poco después, los bizantinos también capturaron la fortaleza llamada la roca de Geminiano, donde Jaudas había enviado a sus esposas y tesoros.
Esta victoria  dejó a Salomón con el control del monte Aurasium, donde construyó varias fortalezas. Con el monte Aurasium asegurado, se estableció el control efectivo en las provincias de Numidia y Mauritania Sitifense. Además, con el tesoro capturado a Jaudas, Salomón extendió su programa de fortificación en estas dos provincias: unas dos docenas de inscripciones de esta región atestiguan su actividad constructora. La rebelión mora parecía derrotada para siempre y los cronistas contemporáneos son unánimes al declarar que los siguientes años fueron una era dorada de paz y prosperidad. Según Procopio, todos los súbditos bizantinos del norte de África, iban a disfrutar de la paz asegurada, encontraban el gobierno de Salomón sabio y moderado y ya no tenían ningún pensamiento en mente de hostilidad. Parecía que eran los hombres más afortunados.

### Segundo periodo
Este periodo duró hasta los años 542-543 cuando la gran plaga llegó a África y se cobró numerosas bajas especialmente entre los miembros del ejército. Además, a principios del año 543 los moros de la Bizacena se inquietaron. Salomón ejecutó al hermano del caudillo Antalas, al que responsabilizaba de los disturbios, y cesó de entregar los subsidios concedidos al propio Antalas, lo que le alienó al poderoso y hasta aquel momento leal caudillo. Al mismo tiempo, Sergio, sobrino de Salomón, recién nombrado gobernador de la Tripolitania como muestra de gratitud del emperador Justiniano a su súbdito Salomón (su otro sobrino, Ciro, gobernaba la Pentápolis), causó el estallido de las hostilidades de la confederación bereber de los laguatanes con el asesinato de ochenta de sus miembros en un banquete. Aunque en la subsiguiente batalla cerca de Leptis Magna salió victorioso, a principios del año 544 Sergio se vio obligado a marchar a Cartago para buscar la ayuda de su tío.
La rebelión se extendió rápidamente desde la Tripolitania hasta la Bizacena, donde se unió Antalas. Acompañado por sus sobrinos, Salomón marchó contra los moros mientras estos se reunían en las inmediaciones de Theveste. Las propuestas diplomáticas de última hora hechas a los laguanes fracasaron y los dos ejércitos se enfrentaron en Cillium, en la frontera de Numidia y la Bizacena. El ejército bizantino estaba dividido: muchos soldados se negaban a luchar o lo hacían de mala gana. El poeta contemporáneo Flavio Cresconio Coripo incluso acusó a Guntarico de traición, alegando que se retiró del frente de combate, causando una retirada masiva y desordenada de los bizantinos. Salomón y su cuerpo de guardia se mantuvieron firmes y resistieron, pero se vieron obligados finalmente a retirarse. El caballo de Salomón tropezó y cayó por un barranco, hiriendo a su jinete. Con la ayuda de sus guardias, volvió a montar, pero fueron vencidos y muertos rápidamente.

### Consecuencias
Tras su muerte, Salomón fue sucedido por su sobrino Sergio, que se mostró completamente inadecuado para enfrentar la situación. Los moros lanzaron una revuelta general e infligieron una severa derrota a los bizantinos en Thacia en el año 545. El emperador hizo regresar a Sergio a Constantinopla mientras el ejército se amotinaba de nuevo, esta vez bajo la dirección de Guntarico, que capturó Cartago y se instaló allí como gobernante independiente. Su usurpación no duró demasiado, ya que fue asesinado por Artabanes, aunque no fue hasta la llegada de Juan Troglita, a finales del año 546, y sus subsiguientes campañas que la provincia no fue pacificada y devuelta otra vez al control imperial bizantino.

## Familia
Salomón tuvo un hermano sacerdote, Baco, que fue padre de Ciro, Salomón y Sergio,  oficiales del ejército bizantino en África a las órdenes de su tío.